# Ramón Vargas
Ramón Vargas (Cidade do México, 11 de setembro de 1960) é um tenor mexicano. Desde sua estréia na década dos anos de 1990 ele é aclamado como uma das melhores vozes operísticas do seu tempo, com um grande tenor como sua beleza e técnica vocal. Vargas tem se apresentado nas maiores casas de ópera da Europa, Estados Unidos, Canadá, América Latina e Oriente (China e Japão).

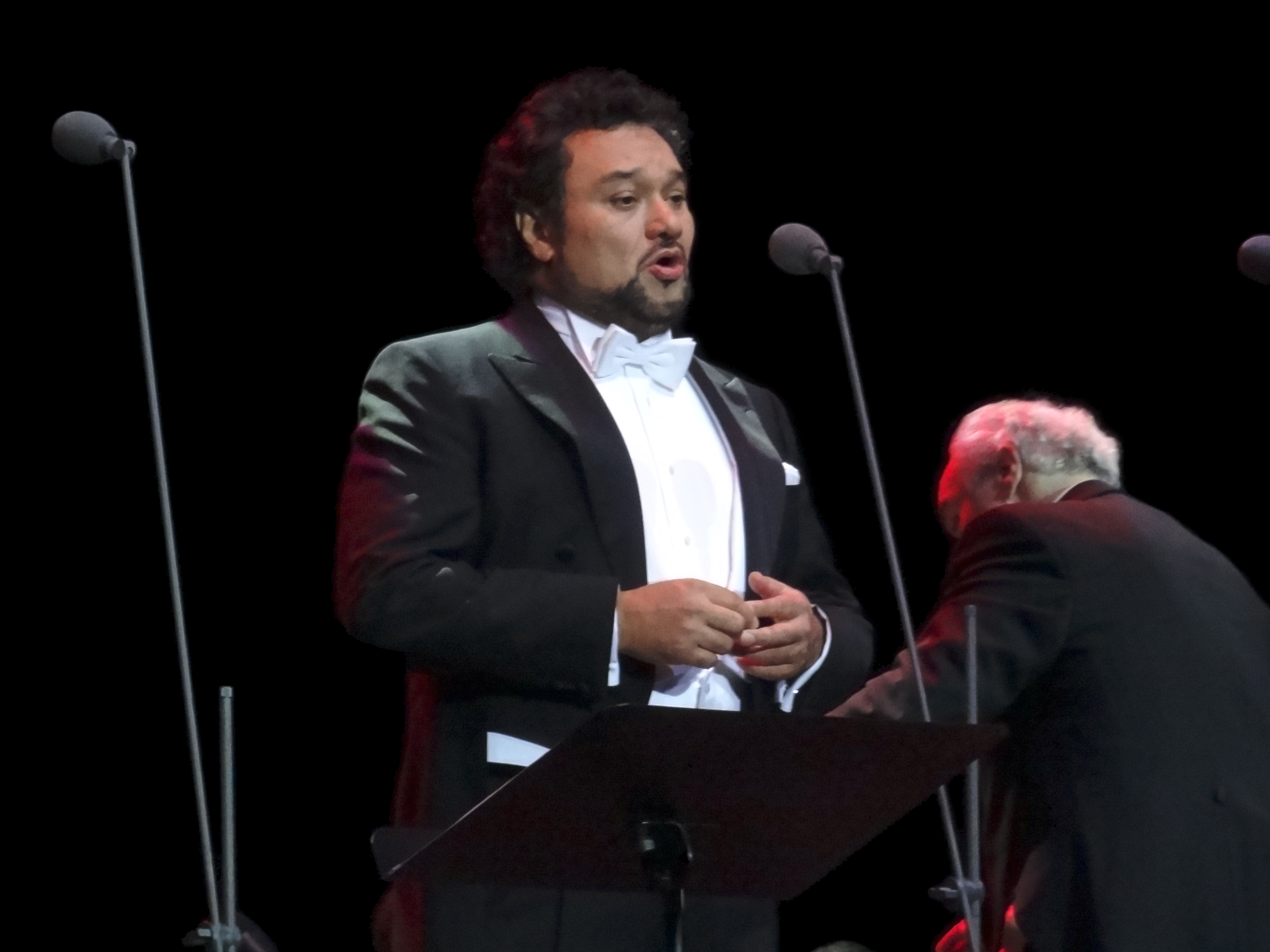
Ramón Vargas

## Biografia
Ramón Vargas nasceu na Cidade do México, o sétimo filho de uma família com nove crianças. Vargas começou a cantar aos nove anos de idade no Coro Infantil dda Basílica de Guadalupe em sua cidade natal. Estudou no Cardenal Miranda Institute na Cidade do México.
No ano de 1982 ele venceu a Competição Vocal Nacional Carlo Morelli. Sua estréia profissional ocorreu em 1983 com Lo Speziale de Joseph Haydn. venceu a Competição Vocal Nacional Carlo Morelli.
Vargas se juntou a Ópera Estatal de Viena em 1986 depois de vencer a Competição de tenores Enrico Caruso em Milão, Itália. Desde então ele vem se apresentando nas maiores casas de óperas do mundo, incluindo Covent Garden, La Scala, Teatro Colón, Metropolitan Opera, Ópera Lírica de Chicago, Ópera de São Francisco, entre outras.
Ramón Vargas é casado, o casal e seus dois filhos vivem na Suíça.

## Repertório
- Vincenzo Bellini
  - I Capuleti e i Montecchi (Tebaldo)
- Gaetano Donizetti
  - L'elisir d'amore (Nemorino)
  - Lucia di Lammermoor (Edgardo)
  - Roberto Devereux (Roberto Devereux)
  - La Favorita (Fernando)
  - Maria Stuarda (Leicester)
- Charles Gounod
  - Faust (Faust)
- Jules Massenet
  - Werther (Werther)
  - Manon (il Cavaliere Des Grieux)
- Wolfgang Amadeus Mozart
  - La clemenza di Tito (Tito)
  - Idomeneo (Idiamante, Idomeneo)
  - Die Zauberflöte (Tamino)
  - Don Giovanni (Don Ottavio)
- Jacques Offenbach
  - Les contes d'Hoffmann (Hoffmann)
- Giacomo Puccini
  - La bohème (Rodolfo)
- Gioachino Rossini
  - Maometto secondo (Paolo Eriso)
  - Il Turco in Italia (Don Narciso)
  - Il viaggio a Reims (Belfiore)
  - La Cenerentola (Don Ramiro)
  - Il barbiere di Siviglia (il Conte d'Almaviva)
  - Tancredi (Agirio)
  - Adina (Ali)
- Pëtr Il'ič Čajkovskij
  - Evgenij Onegin (Lenskij)
- Igor' Fëdorovič Stravinskij
  - The Rake's Progress (Tom Rakewell)
- Giuseppe Verdi
  - Don Carlos (Don Carlo)
  - La traviata (Alfredo)
  - Rigoletto (il Duca di Mantova)
  - Un ballo in maschera (Riccardo)
  - Falstaff (Fenton)